# Ashita, Mama ga Inai
Ashita, Mama ga Inai (яп. 明日、ママがいない, «Завтра мамы не будет») — японский телесериал (дорама), транслировавшийся на канале NTV в 2014 году. Главные роли сыграли Мана Асида и Рио Судзуки.

## Сюжет
После того, как мама Маки была арестована за покушение на убийство, Маки попадает в приюте под названием «Дом маленьких утят». Там она встречает Почту, девочку, которая была оставлена в бэби-боксе вскоре после рождения, Пиами, девочку которую бросили родители после банкротства её отца, Бомби, родители которой пропали без вести и других детей, которых либо бросили их родители, либо забрали органы опеки из-за жестокого обращения с ними. Приютом заведует эксцентричный Сасаки Томонори по прозвищу Мао, что означает «демон».
Дети в сталкиваются с дискриминацией со стороны общества в целом, а также с психологической травмой из-за того, что их бросают. В то время как многие из детей питают надежду на то, что в конечном итоге их усыновят в любящую приёмную семью, Маки цепляется за надежду, что её мать однажды вернется и заберёт её.

## Персонажи
Почта (яп. ポスト Посуто)
Актриса — Мана Асида
Почту оставили в бэби-боксе, которые в Японии называются «детской почтой», вскоре после рождения, из-за чего она стала сама себя называть Почтой. Ей 9 лет. Является лидером среди детей в приюте. Не любит когда её называют настоящим именем, так как стесняется его. Её настоящее имя Кирара (キララ (яп. ))
Маки Ватанабэ (Донки) (яп. 渡辺 真希 / ドンキ Ватанабэ Маки / Донки)
Актриса — Судзуки Рио
Попала в приют после того, как её мама пыталась убить своего любовника пепельницей. Ей 9 лет. В приюте получила прозвище Донки, хотя сначала отказывалась принять его.
Пиами (яп. ピア美 Пиами)
Актриса — Хиёри Сакурада
Пиами попала в приют после того, как её отец разорился. Её мать бросила её с отцом, а отец вскоре бросил её, так как считал что с ним она не будет счастлива. Она получила своё прозвище из-за своего таланта к игре на фортепиано. Её настоящее имя — Наоми Тоба (鳥羽 直美 (яп. ))
Бомби (яп. ボンビ Бомби)
Актриса — Кономи Ватанабэ
Предполагалось что Бомби попала в приют из-за бедности её семьи, но на самом деле её родители погибли в результате стихийного бедствия, а их тела так и не были найдены. Ей 9 лет. Любит фильмы ужасов. Из-за того, что тела её родителей так и не были найдены, долгое время не могла принять факт их смерти. Мечтает чтобы её удочерили Анджелина Джоли и Брэд Питт и называет их «ДжолиПи». Её настоящее имя Юико (優衣子 (яп. )).
Оцубонэ (яп. オツボネ Оцубонэ)
Актриса — Судзука Ого
Получила своё прозвище из-за того, что до сих пор живёт в приюте, хотя ей уже 17 лет. Всегда носит повязку на глазу из-за того, что после травмы, которая была вызвана осколком разбитой бутылки, её глаз стал красным. ТАкже всегда носит с собой плюшевого белого кролика, из-за чего её раньше называли Уса-тан.
Пати (яп. パチ Пати)
Актёр — Хината Игараси
Пятилетний мальчик. Очень близок с Почтой. Получил своё прозвище из-за того, что его мама увлекалась азартными играми и все деньги проигрывала в патинко. Всегда носит с собой бутылку от шампуня, запах которой напоминает ему о его родной матери.
Камера (яп. ロッカー Рокка)
Актёр — Сохэй Миура
Выпускник приюта, получил своё прозвище из-за того, что его отец запирал его в камере хранения. После совершеннолетия остался работать в приюте. Он стал первым ребенком в «Доме маленьких утят», и Сасаки был защищен после убийства отца. Всю жизнь считал что убил своего отца из-за чего совсем перестал говорить, так как неправильно понял обещание, которое дал своей матери. По этой причине он всегда молчит и не выражает своих эмоций, но все в учреждении любят его. Влюблён в Мидзусаву.
Томонори Сасаки (яп. 佐々木 友則 Сасаки Томонори)
Актёр — Хироси Миками
Заведующий приютом, всегда ходит с тростью. Мрачный и грубый, острый на язык. Дети прозвали его Мао, что означает демон. Называет детей «домашними животными для приемных родителей», но на самом деле он очень добрый.
Канаи Мидзусава (яп. 水沢 叶 Мидзусава Канаи)
Актриса — Фумино Кимура
Сотрудница приюта. Всегда без эмоциональна, из-за чего дети прозвали её Ледяной куклой, что не особо ей нравится. Как и Сасаки, она считает что дети имеют право выбирать своих родителей. Она сама тоже сирота. Симпатизирует Камере.